# Chicken Zombies
『Chicken Zombies』（チキン・ゾンビーズ）は日本のロックバンド、thee michelle gun elephantの3rdアルバム。1997年11月1日、日本コロムビアより発売。

## 解説
- 前作から1年ぶりにリリースされた。CDとアナログ盤の2種類で発売。
- 本作で初めてオリコンTOP10にランクインした。
- 初回生産分は裏ジャケットのデザインのカラーが黒であった。通常盤は紺色である。
- 2010年8月5日のコロムビア創立100周年記念企画「後世に残したい300作品」に選出された。

## 収録曲
| 全作詞: チバユウスケ（#8はインストなので除く）、全作曲・編曲: thee michelle gun elephant。 |                                                                                  |                                         |                            |      |
| #                                                                                          | タイトル                                                                         | 作詞                                    | 作曲・編曲                 | 時間 |
| 1.                                                                                         | 「ロシアン・ハスキー」(RUSSIAN HUSKY)                                            | チバユウスケ （#8はインストなので除く） | thee michelle gun elephant | 2:26 |
| 2.                                                                                         | 「ハイ!チャイナ!」(HI!CHINA!)                                                    | チバユウスケ （#8はインストなので除く） | thee michelle gun elephant | 2:58 |
| 3.                                                                                         | 「マングース」(MONGOOSE)                                                         | チバユウスケ （#8はインストなので除く） | thee michelle gun elephant | 3:21 |
| 4.                                                                                         | 「ゲット・アップ・ルーシー (Album Version)」(GET UP LUCY)                        | チバユウスケ （#8はインストなので除く） | thee michelle gun elephant | 4:36 |
| 5.                                                                                         | 「バードメン」(THE BIRDMEN)                                                      | チバユウスケ （#8はインストなので除く） | thee michelle gun elephant | 3:48 |
| 6.                                                                                         | 「ブギー」(BOOGIE)                                                               | チバユウスケ （#8はインストなので除く） | thee michelle gun elephant | 8:16 |
| 7.                                                                                         | 「アイブ・ネバー・ビーン・ユー (Jesus Time)」(I've never been you. (Jesus Time)) | チバユウスケ （#8はインストなので除く） | thee michelle gun elephant | 0:08 |
| 8.                                                                                         | 「COW 5」                                                                        | チバユウスケ （#8はインストなので除く） | thee michelle gun elephant | 2:00 |
| 9.                                                                                         | 「カルチャー (Album Version)」(CULTURE)                                          | チバユウスケ （#8はインストなので除く） | thee michelle gun elephant | 3:11 |
| 10.                                                                                        | 「サニー・サイド・リバー」(SUNNY SIDE RIVER)                                     | チバユウスケ （#8はインストなので除く） | thee michelle gun elephant | 4:27 |
| 11.                                                                                        | 「ブロンズ・マスター」(BRONZE MASTER)                                            | チバユウスケ （#8はインストなので除く） | thee michelle gun elephant | 3:23 |
| 12.                                                                                        | 「ロマンチック (Broiler Dinner Version)」(ROMANTIC)                              | チバユウスケ （#8はインストなので除く） | thee michelle gun elephant | 6:34 |
| 13.                                                                                        | 「アイブ・ネバー・ビーン・ユー (King Time)」(I've never been you. (King Time))   | チバユウスケ （#8はインストなので除く） | thee michelle gun elephant | 0:22 |
| 合計時間:                                                                                  | 合計時間:                                                                        | 45:30                                   |                            |      |

## 楽曲について
1. ロシアン・ハスキー　 RUSSIAN HUSKY
2. ハイ!チャイナ!　HI!CHINA!
3. マングース　MONGOOSE
4. ゲット・アップ・ルーシー (Album Version)　GET UP LUCY　(4:36)
5thシングル曲のアルバムバージョン。新録で、シングルバージョンとはアレンジが異なる。テンポも少し早めになっており、こちらの方がライブ時に近い。
5. バードメン　THE BIRDMEN
6thシングル曲。
6. ブギー　BOOGIE
本作のリード・トラック。PVが制作された。
7. アイブ・ネバー・ビーン・ユー (Jesus Time)　I've never been you. (Jesus Time)
8. COW 5 (2:00)
アナログ盤にはアレンジが異なる別テイクが収録されている。
9. カルチャー (Album Version)　CULTURE
4thシングル曲のアルバムバージョン。新録で、シングルバージョンとはアレンジが異なる。
10. サニー・サイド・リバー　SUNNY SIDE RIVER
11. ブロンズ・マスター　BRONZE MASTER　(3:23)
12. ロマンチック (Broiler Dinner Version)　ROMANTIC
6thシングルc/wのアルバムバージョン。
13. アイブ・ネバー・ビーン・ユー (King Time)　I've never been you. (King Time)